# Mint a hurrikán
A Mint a hurrikán (eredeti cím: Forces of Nature) 1999-ben bemutatott amerikai romantikus film, Ben Affleck és Sandra Bullock főszereplésével.

## Cselekmény
|  | Alább a cselekmény részletei következnek! |

A New York-i író (Ben Affleck) kissé duhajra sikeredő legénybúcsúján nagyapja szívrohamot kap a sztriptíztáncosnő keblei láttán, így csak késve tud menyasszonya után menni Savannah-ban tartandó esküvőjükre. (Ráadásul a nagyapa hiányát is ki kell magyarázni valahogy…) Ám az utazás balszerencsével indul: a repüléstől amúgy is irtózó vőlegény gépe a kifutópályán balesetet szenved. Ben eközben szó szerint beleütközik útitársnőjébe (Sandra Bullock), akivel közösen folytatják útjukat – immár autóval. A házasság előtti bizonytalanságtól gyötört férfi és a vagánynak tűnő, ám sebzett lelkű nő útközben közel kerül egymáshoz és különös kalandokat élnek át. Lehet, hogy mégsem lesz esküvő? A romantikus vígjátékok megunhatatlan, klasszikus kliséit jó szemmel gyúrták újra a film alkotói. A végeredmény szórakoztató, ám tanulságokat sem nélkülöző darab, amelyben az e film előtt többnyire édes-lányka-szerepekben megismert Bullock kissé züllött, csélcsap, ám érzékeny nőt alakít meggyőző hitelességgel.
|  | Itt a vége a cselekmény részletezésének! |

## Szereplők
| Szerep         | Színész         | Magyar hang        |
| -------------- | --------------- | ------------------ |
| Ben Holmes     | Ben Affleck     | Széles Tamás       |
| Sarah Lewis    | Sandra Bullock  | Kisfalvi Krisztina |
| Bridget Cahill | Maura Tierney   | Ősi Ildikó         |
| Alan           | Steve Zahn      |                    |
| Virginia       | Blythe Danner   | Menszátor Magdolna |
| Hadley         | Ronny Cox       |                    |
| Richard Holmes | Michael Fairman | Szersén Gyula      |
| Joe            | Richard Schiff  |                    |

## Filmzene
1. The Propellerheads – "Take California"
2. Banda El Toreo – "La Virgen De La Macarena"
3. Hoilly Palmer – "A Rose By Any Other Name"
4. DJ Icey – "City Of Groove"
5. Pigeonhed – "Battle Flag"
6. Gomez – "Whippin' Piccadilly"
7. Blue Boy – "Remember Me"
8. R.L. Burnside – "Rollin' & Tumblin'" (Remix)
9. David Strickland – "Against All Odds"
10. Michael Hartman – "Song for Jeannie"
11. Faithless – "Bring My Family Back"
12. Mrs. Sidney Carter – "Pharaoh"
13. Swervedriver – "Magic Bus"
14. Afro Cuban All Stars – "Pio Mentiroso"
15. Touch & Go – "Would You...?"
16. Sandra Bullock – "Do Your Duty"
17. Chris Tart – "Love The One You're With"
18. "Siboney"
19. "El Cumbanchero"
20. Rubén Gonzaléz – "Melodia Del Rio"
21. Peggy Lee – "You Gotta Have Heart"
22. Chaino – "Breathing Bongos"
23. Chaino – "Slave Girl"
24. Chaino – "Walking Bongos"
25. ¡Cubanismo! – "Descarga De Hoy"
26. Junior Vasquez – "Get Your Hands Off My Man"
27. Finley Quaye –"I Need A Lover"
28. Tricky – "Slowly"
29. Faithless – "If Lovin' You Is Wrong"
30. U2 – "Everlasting Love"
31. Sarah McLachlan –  "Fear"

## Díjak, jelölések
| Év   | Díj                             | Kategória                                                 | Jelölt                     | Eredmény |
| ---- | ------------------------------- | --------------------------------------------------------- | -------------------------- | -------- |
| 2000 | Blockbuster Entertainment Award | Kedvenc színész – Vígjáték / Romantikus film              | Ben Affleck                | Elnyerte |
| 2000 | Blockbuster Entertainment Award | Kedvenc színésznő – Vígjáték / Romantikus film            | Sandra Bullock             | Jelölve  |
| 2000 | Blockbuster Entertainment Award | Kedvenc férfi mellékszereplő – Vígjáték / Romantikus film | Steve Zahn                 | Jelölve  |
| 2000 | Blockbuster Entertainment Award | Kedvenc női mellékszereplő – Vígjáték / Romantikus film   | Maura Tierney              | Jelölve  |
| 2000 | Blimp Award                     | Kedvenc filmszínésznő                                     | Sandra Bullock             | Jelölve  |
| 2000 | Blimp Award                     | Kedvenc filmes páros                                      | Sandra Bullock Ben Affleck | Jelölve  |
| 1999 | Teen Choice Award               | Film – Choice Hissy Fit                                   | Sandra Bullock             | Elnyerte |

## Fordítás
- Ez a szócikk részben vagy egészben  a   Forces of Nature című angol Wikipédia-szócikk fordításán alapul.  Az eredeti cikk szerkesztőit annak laptörténete sorolja fel. Ez a jelzés csupán a megfogalmazás eredetét és a szerzői jogokat jelzi, nem szolgál a cikkben szereplő információk forrásmegjelöléseként.